# 宮崎機場線

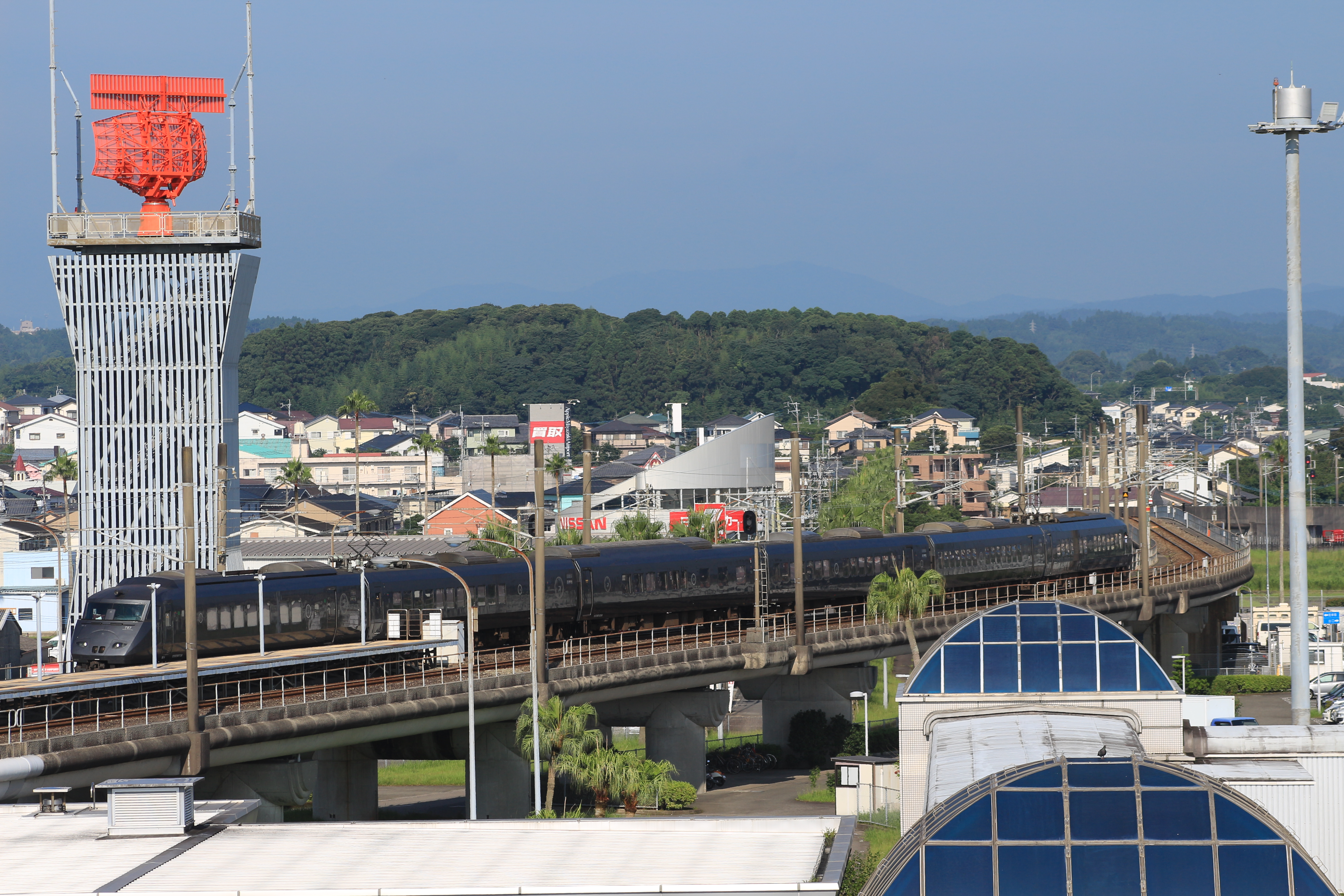
駛入宮崎機場站停靠的JR九州787系電聯車(2020年7月)

宮崎機場線（日语：／ Miyazaki-kūkō sen */?）是一條連結日本宮崎縣宮崎市的田吉站至宮崎機場站，屬於九州旅客鐵道（JR九州）的鐵路線（幹線）。連結日豐本線宮崎站－南宮崎站間與日南線南宮崎站－田吉站間，宮崎站－宮崎機場站間設有「機場線」（空港線）的愛稱。

## 概要
此線為日南線在田吉站和南方站之間的分支路線，為前往宮崎機場或由宮崎機場前往市區的機場聯絡軌道系統，在1996年開始營運，在開始營運的同日，日南線的田吉站也同時開始營運。
此路線長1.4公里（營業距離）。比日本國有鐵道（國鐵）時代最短路線小松島線（營業距離1.9公里）還要短。現時，除了本路線內，由JR最短的營業距離為新湊線（全長3.6公里，貨運線），以客運來說，最短的路線為櫻島線（長4.0公里）。

### 路線資料
- 管轄（事業類別）：九州旅客鐵道（第一種鐵道事業者）
- 路線距離（營業距離）：1.4公里
- 軌距：1067毫米
- 站數：2個（包括起點站）
  - 若只限屬於宮崎機場線的車站就只有宮崎機場站，田吉站屬於日南線。
- 複線路段：沒有（全線單線）
- 電氣化路段：全線（交流電20,000V、60Hz）
- 閉塞方式：特殊自動閉塞式（軌道回路檢知式）
- 最高速度：85公里/小時

全線由鹿兒島支社管轄。

## 車站列表
為方便起見，以愛稱「機場線」的起點日豐本線宮崎站開始記載。
- 所有車站都可進行列車交會
- 所有車站都位於宮崎縣宮崎市內
- 停靠站
  - 普通…停靠所有旅客站
  - 特急
    - 日輪、日輪喜凱亞、日向、霧島…田吉站以外的車站全部停靠。下表路段使用乘車券只可乘坐普通車自由席。

| 路線名稱  | 中文站名    | 日文站名 | 英文站名 | 田吉起計 營業距離                        | 接續路線                                           |
| --------- | ----------- | -------- | -------- | ---------------------------------------- | -------------------------------------------------- |
| 日豐 本線 | 宮崎        |          |          | 4.6                                      | 九州旅客鐵道：日豐本線（高鍋、延岡、大分方向直通） |
| 日豐 本線 | 南宮崎      |          |          | 2.0                                      | 九州旅客鐵道：日豐本線（都城、鹿兒島方向）         |
| 日南線    | 南宮崎      |          |          | 2.0                                      | 九州旅客鐵道：日豐本線（都城、鹿兒島方向）         |
| 田吉      |             |          | 0.0      | 九州旅客鐵道：日南線（油津、志布志方向） |                                                    |
| 田吉      | 宮崎 機場線 |          | 0.0      | 九州旅客鐵道：日南線（油津、志布志方向） |                                                    |
| 宮崎機場  |             |          | 1.4      |                                          |                                                    |

## 相關項目
- 日本鐵路線列表
- 機場聯絡軌道系統